# Clair Burgener
Clair Walter Burgener, född 5 december 1921 i Vernal i Utah, död 9 september 2006 i Encinitas i Kalifornien, var en amerikansk politiker (republikan). Han var ledamot av USA:s representanthus 1973–1983.
Burgener tjänstgjorde i US Army Air Corps i andra världskriget och i USA:s flygvapen under Koreakriget.